# Danwood Holding
Danwood Holding S.A. – przedsiębiorstwo specjalizujące się w produkcji domów prefabrykowanych o konstrukcji drewnianej w standardzie „pod klucz”. Od 1997 roku Danwood przekazał ponad 8,3 tys. domów.
Na koniec 2017 roku Grupa Danwood Holding zatrudniała 1740 osób.
Największym rynkiem działalności spółki są Niemcy. Danwood jest także obecny w Austrii i Szwajcarii, Wielkiej Brytanii oraz w Polsce.
Przedsiębiorstwo posiada zakład produkcyjny w Bielsku Podlaskim, którego obecne moce produkcyjne, po rozbudowie w latach 2015–2016, wynoszą 1,5 tys. domów rocznie.
Od listopada 2013 roku właścicielem Danwood Holding S.A. jest Polish Enterprise Fund VII (pośrednio poprzez DHH S.à r.l. z siedzibą w Luksemburgu), zarządzany przez Enterprise Investors.